# Système de fichiers dynamique
Système de fichiers dynamique est le terme que Microsoft utilise pour décrire la méthode de création de disques d'écriture par paquets dans Windows Vista et ultérieur, qui permet d'ajouter des fichiers, de façon incrémentielle, sur le média. Ces disques utilisent le système de fichiers UDF.[réf. nécessaire]
L'option Système de fichiers dynamique option est utilisée par défaut par AutoPlay lors du formatage/effacement d'un CD/DVD -R ou -RW.

## Compatibilité
Les anciennes versions de Windows ne prennent pas en charge la lecture de la dernière version d'UDF. Si l'utilisateur crée des DVD/CDs dans Windows Vista avec UDF 2.50, ceux-ci peuvent ne pas être lisibles sur d'autres systèmes, y compris Windows XP et anciens (pré-macOS 10.5) systèmes Apple, à moins qu'un pilote de tierce partie de lecture du système de fichiers UDF ne soit installé. Pour assurer la compatibilité des disques créés sous Windows Vista, UDF 2.01 ou inférieur doit être sélectionné.